# De beste gemeenten
De beste gemeenten is een jaarlijkse rangschikking van alle gemeenten door Elsevier Weekblad. Het blad publiceert de lijst onafgebroken sinds 1997. Destijds betrof het 572 gemeenten. Door herindelingen is het aantal gemeenten sterk gedaald. Doel van de publicatie is om na te gaan waar het goed wonen is en wat gemeentebestuurders daaraan kunnen bijdragen, aldus de redactie.

## Methode
In 1997 vroeg de redactie aan deelnemers uit het hele land wat hun favoriete woonplaats was, waarbij de eigen woongemeente niet mocht worden genoemd. Amsterdam eindige dat jaar op nummer één.
Nadien veranderde de methode en werd gebruikgemaakt van adviesbureaus als Deloitte en PwC, ministeries en het Centraal Bureau voor de Statistiek. Vaste onderzoekspartner van de redactie is Bureau Louter. Sinds 2008 hanteert de redactie een vaste methodologische vorm en worden de gemeenten vergeleken aan de hand van ruim 100 criteria. Standaard is de berekening op hoeveel afstand inwoners zich van allerlei voorzieningen als scholen, winkels en ziekenhuizen bevinden – ongeacht de gemeentegrens.

## Geschiedenis
Naar aanleiding van de 25ste editie besteedde het weekblad in 2022 aandacht aan de historie van het onderzoek, de gehanteerde criteria en de presentatie van de onderzoeksresultaten. Op zijn website biedt het blad een overzicht van alle 25 onderzoeken en de covers van de nummers waarin de resultaten werden gepresenteerd.
Sinds 2015 geeft het weekblad incidenteel ook een overzicht van de beste buurten.

## De beste gemeenten
Het blad rangschikt gemeenten aan de hand van uiteenlopende criteria, zodat diverse lijsten ontstaan. Zo zijn er de duurste gemeenten, de veiligste gemeenten, gemeenten met het schoonste water, het meeste groen, de beste winkels, de grootste variëteit aan culturele voorzieningen, de beste zorg, de sterkste economie.
Sinds 2002 wordt op basis van alle deellijsten een lijst met de 50 beste gemeenten samengesteld. De eerste drie gemeenten op deze top-50 veranderen nauwelijks en wisselen onderling van plaats.
- 2002: Almere, Best, Nederhorst den Berg.[4]
- 2003: Emmen, Den Bosch, Zoetermeer. Dit betreft de 'veiligste steden'.[5]
- 2004: Vught, Laren, Zeist.[6]
- 2005: Krimpen aan den IJssel, Hengelo, Velsen. Dit betreft de veiligste steden.[7]
- 2006: Naarden, Utrechtse Heuvelrug, Haren.[8]
- 2007: Laren, Vlieland, Naarden.[9]
- 2008: Laren, Naarden, Bloemendaal.[10]
- 2009: Naarden, Amstelveen, Heemstede.[11]
- 2010: Naarden, Bussum, Hilversum.[12]
- 2011: Haren, Bloemendaal, Naarden.[13]
- 2012: Haren, Bloemendaal, Rozendaal.[14]
- 2013: Rozendaal, Naarden, Haren.[15]
- 2014: Rozendaal, Naarden, Heemstede.[16]
- 2015: Rozendaal, Laren, Naarden.[17]
- 2016: Rozendaal, Haren, Laren.[18]
- 2017: Laren, Rozendaal, Haren.[19]
- 2018: Rozendaal, Laren, Haren.[20]
- 2019: Rozendaal, Laren, Heemstede.[21]
- 2020: Rozendaal, Laren, Heemstede.[22]
- 2021: Rozendaal, Heemstede, Bloemendaal.[23]
- 2022: Rozendaal, Bloemendaal, Laren.[24]